# Dawid i elfy
Dawid i elfy – polski świąteczny film familijny, którego premiera odbyła się 6 grudnia 2021 na platformie VOD Netflix. Produkcja została wyreżyserowana przez Michała Rogalskiego.

## Fabuła
Zbliżają się Święta Bożego Narodzenia. Jest to trudny czas dla 11-letniego Dawida (Cyprian Grabowski), który musiał przeprowadzić się z rodzicami (Anna Smołowik i Michał Czernecki) do dużego miasta. Chłopiec spotyka elfa Alberta (Jakub Zając), który uciekł z krainy Świętego Mikołaja, by na własnej skórze przekonać się, skąd bierze się moc Świąt. Razem wyruszają na pełną przygód wyprawę w Tatry, gdzie mieszkają dziadkowie chłopca. Ich śladem ruszają rodzice Dawida i Święty Mikołaj (Cezary Żak) z Mikołajową (Monika Krzywkowska).

## Obsada
Źródło: FilmPolski.pl
- Cyprian Grabowski jako Dawid Kosmala
- Jakub Zając jako elf Albert
- Cezary Żak jako Święty Mikołaj
- Monika Krzywkowska jako Mikołajowa
- Anna Smołowik jako Hania Kosmala
- Michał Czernecki jako Piotr Kosmala
- Elżbieta Jarosik jako babcia Matylda
- Witold Dębicki jako dziadek Ignacy
- Piotr Rogucki jako elf Erwin
- Jerzy Janeczek jako wuj Mietek